# 恵寿金沢病院
恵寿金沢病院は、社会医療法人財団董仙会が運営する病院である。

## 概要
かつては旧逓信省（現総務省）管轄の医療機関であったが、NTT西日本が運営するNTT西日本金沢病院を経て、2014年（平成26年）7月1日、社会医療法人財団董仙会に事業譲渡され、恵寿金沢病院として生まれ変わった。

## 診療科
- 内科
- 外科・消化器外科
- 整形外科・リウマチ科
- 眼科
- 耳鼻咽喉科

## 受付時間
| 午前 | 初診：8時30分-11時00分 再診：8時15分-11時00分   |
| 午後 | 初診：13時00分-15時30分 再診：12時45分-15時30分 |

土曜日・日曜日・祝日は休診。

## 沿革
- 1928年（昭和3年）12月 ：名古屋逓信診療所支所して（金沢市殿町65番地）診療業務開始。
- 1935年（昭和10年）12月 ：金沢市逓信診療所と改称。
- 1947年（昭和22年）12月 ：金沢逓信病院開設。
- 1984年（昭和59年）1月 ：一般開放。
- 1986年（昭和61年）8月 ：救急病院指定。
- 1989年（平成元年）4月 ：NTT金沢病院と名称変更。
- 1999年（平成11年）7月 ：NTT西日本金沢病院と名称変更。
- 2005年（平成17年）4月：病院機能評価認定。
- 2014年（平成26年）7月1日：社会医療法人財団董仙会に事業譲渡。恵寿金沢病院として発足。